# آبلیا
آبلیا (نام علمی: Abelia) نام یک سرده از راسته خواجه‌باشی‌سانان است.